# Drahovce
Drahovce es un municipio del distrito de Piešťany en la región de Trnava, Eslovaquia, con una población estimada a final del año 2024 de 2592 habitantes.
Se encuentra ubicado en el centro-este de la región, cerca del río Váh (cuenca hidrográfica del Danubio) y de la región de Nitra.

## Demografía
| Año        | 1994 | 2004    | 2014    | 2024    |
| ---------- | ---- | ------- | ------- | ------- |
| Población  | 2478 | 2564    | 2561    | 2592    |
| Diferencia |      | +3,47 % | −0,11 % | +1,21 % |

| Año        | 2023 | 2024    |
| ---------- | ---- | ------- |
| Población  | 2610 | 2592    |
| Diferencia |      | −0,68 % |